# مارا مكافي
مارا مكافي (بالإنجليزية: Mara McAfee)‏ هي راقصة وممثلة أمريكية، ولدت في 1929، وتوفيت في 1984.

## وصلات خارجية
- مارا مكافي على موقع IMDb (الإنجليزية)